# Red Force
Red Force és una muntanya russa del tipus gigacoaster Launched ubicada al parc temàtic Ferrari Land. Construïda per Intamin Amusement Rides, recrea la sensació de conduir un cotxe de fórmula 1. L'atracció fou inaugurada el 6 d'abril de 2017, un dia abans de l'obertura oficial de Ferrari Land.Actualment es la muntanya russa més gran del món després del tancament de Kingda Ka i Top Thrill Dragster tanquessin el 2024
Està inspirada en les muntanyes russes Top Thrill Dragster i Kingda Ka (la més alta del món). Porta incorporats tres escuts de Ferrari de 12 × 9 metres i 9 tones de pes. És la quarta muntanya russa més alta del món i la quarta més ràpida. Consta d'una pujada i una baixada vertical i d'acceleradors magnètics que impulsen el tren fins als 112 metres d'altura, arribant a una velocitat de 0 a 180 km/h en 5 segons. L'estació de Red Force està inspirada en una pit stop (aturada en boxes). Al llarg dels 880 metres de recorregut es troben unes grades simulant un circuit de fórmula 1 que estan pensades per seure i veure tota l'acció de Xarxa Force. A l'accelerar, la fricció de les rodes amb les vies crea una sensació d'un autèntic Ferrari. Posseeix el títol de l'atracció més alta i ràpida d'Europa, superant al Shambhala, que també pertany al parc temàtic mare del PortAventura World.

## Atracció
El tren es dirigeix a poc a poc a la zona de llançament. Una vegada que arriba aquí, s'acobla al sistema de llançament per imants, aquests són els que el faran accelerar de 0 a 180 km/h en 5 segons. Al final de la pista de llançament, el tren puja per una costa de 112 metres d'altura. Després descendeix 112 metres amb un petit gir a l'esquerra. Finalment, el tren puja en una segona elevació menys pronunciada de 12 metres, produint així un moment d'ingravidesa abans de ser frenat pels frens magnètics. El viatge dura 24 segons des del llançament fins que arriba a aquesta zona.

## Rollbacks
De vegades, és possible que un tren no aconsegueixi arribar al cim de la torre i baixi. Si això passés, la màquina frenaria amb els imants que estan al començament i que fan que s'impulsi. Els rollbacks se solen produir més en un dia ventós, o just després d'haver plogut. No obstant, lluny de ser un problema, el fet és que molts fanàtics de les muntanyes russes esperen amb ànsies que això els passi a ells, i és per això que trien moments d'inestabilitat climàtica per provar sort i muntar-se en l'atracció.

## Llançament
És difícil saber exactament quan es produirà un llançament de Red Force. Quan el senyal de llançament es dona, el tren retrocedeix lleugerament fins ancorar-se al sistema propulsor, 8 segons després es produeix el llançament. A causa del disseny doble de l'atracció, la muntanya russa és capaç de realitzar un cada 45 segons, el que fa que la seva capacitat sigui de 1.200 persones per hora.

## Rècords
- Muntanya russa amb llançament LSM més ràpida del món (180 km/h) [cal citació]
- Muntanya russa giga més alta del món (112 m)
- Muntanya russa més alta d'Europa i del món  (112 m)[1]
- Muntanya russa més ràpida d'Europa (180 km/h)[1]